# هاميلتون أكاديميكال
نادي هاميلتون أكاديميكال لكرة القدم (بالإنجليزية: Hamilton Academical Football Club)‏ نادي كرة قدم اسكتلندي يلعب في الدوري الممتاز . تم تأسيس النادي في سنة 1874 .